# Ponana balloui
Ponana balloui är en insektsart som beskrevs av Delong 1981. Ponana balloui ingår i släktet Ponana och familjen dvärgstritar. Inga underarter finns listade i Catalogue of Life.